# Socket 4
Il Socket 4, successore del Socket 3, è il socket utilizzato per le prime CPU Intel Pentium funzionanti a 60 MHz e 66 MHz. Fu l'unico socket per Pentium alimentati a 5 V; il suo successore, il Socket 5, montava processori a 3,3 V. Il Socket 4 poteva accogliere anche i primi modelli di Pentium OverDrive in grado di funzionare a 120 MHz se abbinati a processori da 60 MHz e a 133 MHz se abbinati a quelli da 66 MHz.
Il suo successore fu il Socket 5.